# 굿샤로호
굿샤로 호(일본어: 屈斜路湖 굿샤로코[*])는 홋카이도 동부의 데시카가정에 있는 호수이다. 호수 전역이 아칸 국립공원에 속해있다. 미확인 생명체인 굿시가 목격된 호수로 잠시나마 화제가 된 적이 있다.

## 지리
모코토 산, 사맛카리누푸리 등을 외륜산으로 해 굿샤로 칼데라 내에 생성된 일본 최대의 칼데라 호이다. 덧붙여 굿샤로 칼레라의 직경은 긴 곳이 26km, 짧은 곳이 20km에 이르는 일본 최대의 칼레라이다. 일본의 호소 중 6번째로 큰 면적을 자랑한다. 주위에 작은 하천이 유입되어 남단에 있는 구시로 강으로 빠져나간다. 호수와 구시로 강이 만나는 상류에는 마을이 있고, 이를 아이누어로〈굿챠로〉라고 부른 데서 유래된 말이다. 아이누어로 굿챠로는“목구멍, 호수가 강으로 빠져나가는 부분”을 의미한다.
호수 중앙에는 일본의 호수안에 있는 섬중 가장 큰 섬인 나카시마 섬이 떠있다. 면적은 5.7km2이며, 둘레는 12km에 이른다. 나카시마 섬 자체가 2중식 화산으로 중앙의 용암원정구의 최고점은 355m이다.
호수 남쪽변은 와코토 반도가 돌출되어 있다. 나카시마 섬과 같이 화산 정상이 호수에 떠있는 섬이지만, 오사쓰베 강의 선상지로부터 자라난 사주에 의해 육계도가 되었다.
- 섬 : 나카시마 섬
- 유입하천 : 유카와 강, 오사쓰베 강, 온네나이 강, 아토사 강, 도이코이 강, 온네시레토 강, 시케레펜베쓰 강
- 유출하천 : 구시로 강

## 생태
아토사누푸리에서 강산성인 pH2전후인 온천수가 호수 북쪽의 유카와 강을 통해 유입되 호수 전체의 pH는 5를 전후한 산성호이다. 이런 까닭에 어류는 개체수는 적은 편이다. 과거에는 중성에 가까워 어류가 많이 번식한 시기도 있었지만, 1938년 굿샤로 지진으로 호수 밑바닥으로부터 황이 분출되어 pH가 4정도로 떨어졌기 때문에 대부분의 어류는 전멸했었다. 그 후, 산성도는 줄어들어 호수에 방류한 무지개송어 등이 살고 있다.
현재 호수에는 대형수생생물이 존재할 가능성이 없는 것으로 보인다. 그러나, 1970년대부터 큰 물체가 유영하는 모습의 그림자와 호면의 파문이 계속해서 목격되었고, 전설상에도 거대 홍송어 이야기가 전해 오는 것을 근거로 호수에 미확인 거대 생물이 살고 있다는 의견이 있다. 이 미확인 생물을 굿시로 부르고 있다.
또, 와코토 반도는 민민매미의 생식의 북방한계로 1951년〈와코토 민민매미 발생지〉라는 명칭으로 천연기념물에 지정되었다. 큰고니의 서식지로도 알려져 있다.

## 같이 보기
- 일본의 관광